# ダフニ・デュ・モーリエ
- ダフネ・デュ・モーリア

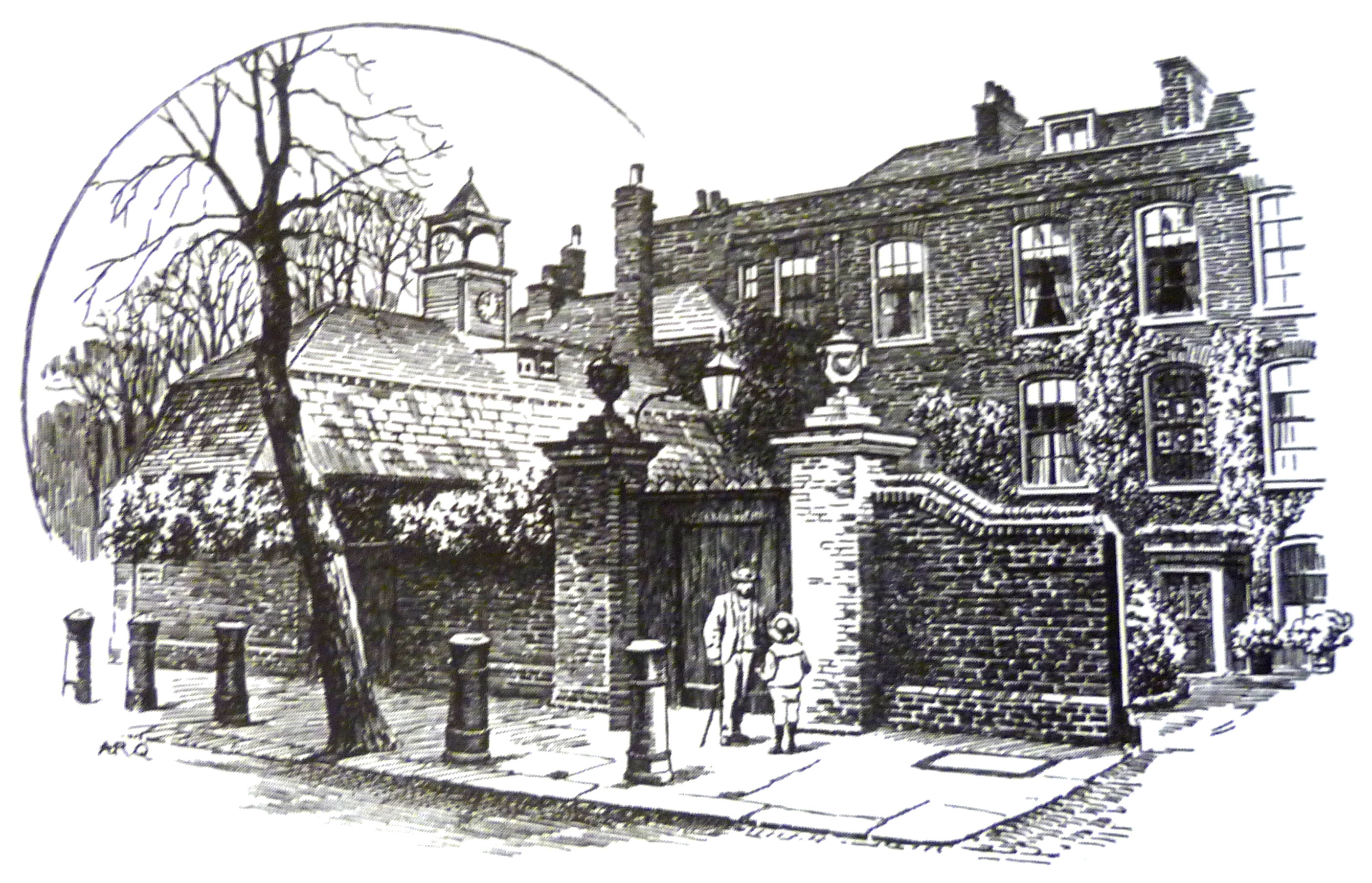
1911年、A・R・クイントンが描いた、ダフニが子供時代を過ごしたハムステッドにあったキャノン・ホール

デイム・ダフニ・デュ・モーリエ (ダフネ・デュ・モーリアとも。Dame Daphne du Maurier, DBE, 1907年5月13日 - 1989年4月19日) は、イギリスの小説家。アルフレッド・ヒッチコックの撮影した『レベッカ』と『鳥』の原作者として知られる。1969年、大英帝国勲章のナイト・コマンダーの勲位を得た。
恋愛小説家に分類されるが、ハッピーエンドであることはまれで、超常現象のニュアンスもある「憂鬱に共鳴する」作品とされている。デュ・モーリエのベストセラー作品は最初は批評家たちに真面目に受け取られなかったが、話の筋道の構成で評判となっていった。『レベッカ』、『埋もれた青春』、短編『鳥』、『真夜中すぎでなく』など多くの小説の映画化でも成功をおさめた。
子どもの時に遊びに行って一目で気に入ったコーンウォールで人生の大半を過ごし、多くの作品の舞台となった。小説や映画でデュ・モーリエの名が知られるにつけ、逆に隠遁生活になっていった。
父は俳優のジェラルド・デュ・モーリエ、母は女優のミュリエル・バーモント、祖父は作家で風刺漫画家のジョージ・デュ・モーリアである。
日本語の翻訳書では「ダフネ・デュ・モーリア」と表記されることが多い。発音は[ˈdæfni duː ˈmɒri.eɪ]なので、表記としては「ダフニ・デュ・モリエ」の方が近く、「ダフニ・デュ・モーリエ」が以前の書き方を組み入れた便宜上の中間的な書き方となる。

## 生い立ち
1907年5月13日、ロンドン（現在のカムデン区）リージェンツ・パークの東側カンバーランド・テラス (Cumberland Terrace) 24番地生まれ。俳優兼マネージャーのジェラルド・デュ・モーリエと女優のミュリエル・ボーモントのもとに3人姉妹の次女として生まれた。母は、ジャーナリスト、作家、講師のウィリアム・カミンズ・ボーモントの姪である。祖父は作家で『パンチ』誌風刺漫画家のジョージ・デュ・モーリアで、小説『トリルビー』の登場人物スヴェンガーリを作り上げたことで知られる。姉アンジェラ・デュ・モーリエも作家となり、妹ジーンは画家となった。
家族の繋がりがキャリアの構築の助けとなり、初期の頃はボーモントの『バイスタンダー』誌に掲載されていた。1931年、小説第1作『愛はすべての上に』が出版された。また、ジェームス・マシュー・バリーの『ピーター・パンあるいは大人になりたがらない少年』の着想となったルウェリン・デイヴィス家の息子たちとはいとこ同士である。
幼少時、父のつてにより多くの著名な舞台俳優たちと出会った。タルラー・バンクヘッドと会った際、これまで生きてきた中でこんなに美しい人に会ったことがない、と語った。
2006年、'And His Letters Grew Colder' という1920年代後半に書かれたと思われる未発表作品が発見された。

## 戯曲
ダフニ・デュ・モーリエは3本の戯曲を執筆した。1作目は自作の小説『レベッカ』の戯曲化で、1940年3月5日、ロンドンにあるクイーンズ・シアターで開幕した。ジョージ・ディヴァインがプロデュースし、セリア・ジョンソンとオウエン・ネアズがド・ウィンター夫妻役、マーガレット・ラザフォードがデンヴァース夫人役を演じた。5月下旬、181回上演ののち、スタンド・シアターに移行しジル・ファースがド・ウィンター夫人、メアリー・メレルがデンヴァース夫人役を後継し、176回上演した。
1943年夏、戦死したと思われていた高官が突然戻り、妻が国会議員として自分の地位に就き地元の農民と恋愛関係となる自伝的戯曲『The Years Between 』を執筆し始めた。1944年、マンチェスターにあるオペラ・ハウスで初演され、1945年1月10日、ロンドンにあるウインダム・シアターに移行した。ノラ・スウィンバーン、クライヴ・ブルックが主演した。アイリーン・ヘンシェルが演出し、617公演上演しロングラン公演となった。以降60年以上上演されなかったが、2007年9月5日、ロンドンのリッチモンド・アポン・テムズ区にあるオレンジ・ツリー・シアターにてキャロライン・スミス演出、カレン・アスコー、マーク・タンディ主演により再演された。
義理の息子であるボヘミアン・アーティストと恋に落ちる中年女性を描いた3作目の『September Tide 』で最もよく知られている。主人公ステラ役はイギリス滞在中のエレン・ダブルデイをモデルにし、作品内では環境を変えた。1948年12月15日、オルドウィッチ・シアターにて開幕した。前作に引き続きヘンシェルが演出し、ガートルード・ローレンスがステラ役を演じ、267回上演ののち1949年8月上旬に閉幕した。

## プライベート
1932年、イギリス陸軍少佐（のち中将まで昇進）のフレデリック・ブロウニングと結婚し、2人の娘と1人の息子を育てた。
- テサ(1933年生) - ピーター・ド・ズルエタ少佐と結婚したが離婚した。1970年、第2代アラメインのモントゴメリー子爵デイヴィッド・モンゴメリーと再婚した。
- フラヴィア(1937年生) -  アレステア・タワー大佐と結婚したが離婚した。ピーター・レン大将と再婚した。
- クリスチャン(1940年生) - 写真家、映画監督。1961年のミス・アイルランドであったオリーヴ・ホワイトと結婚した。

伝記作家によると、結婚生活は時々うまくいかないこともあり、デュ・モーリエは執筆中は子供たち、とくに娘たちとは距離を置いていた。
1965年、ブロウニングが亡くなり、その後すぐにコーンウォールのパー村近くのキルマース村に転居し、1969年、ここが『わが幻覚の時』の舞台となった。
デュ・モーリエはあまり社交的でなく、インタビューを受けることもまれで、1人で黙々と絵を描いていることが多かった。ただし亡夫がモデルとなった映画『遠すぎた橋』公開時は例外であった。デュ・モーリエは全国紙に許しがたい描かれ方だったと記した。スポットライトから遠ざかっていたが、1943年から1969年まで『レベッカ』の舞台であるマンダレー屋敷のモデルとなったフォーイ(Fowey)近郊のコーンウォールでラシュリー家が所有していたメネビリー屋敷(Menabilly)を借り受けていたデュ・モーリエが客人を招き、多くの人々が温かく迎えられとても愉快な人柄であったと語っている。

### 秘密の関係
1989年にデュ・モーリエが亡くなった後、ガートルード・ローレンスやネルソン・ダブルデイの妻エレンとの関係によりバイセクシャルだったのではないかという議論が起こった。デュ・モーリエは回顧録にて父親が息子を望んでいたこと、お転婆であったこと、男の子として生まれたかったことなどを記していた。
伝記作家マーガレット・フォスターに届いたデュ・モーリエの家族の書簡によると、デュ・モーリエは信頼する数人のみに自身の性的指向を明かしていた。デュ・モーリエによると表向きは妻であり母であるが、創作活動の裏では愛人を男性的に愛していた。伝記によると、デュ・モーリエは男性的な面が作家としての創作意欲につながっていると信じていた。フォスターはデュ・モーリエの没後発見された私的書簡で明らかになったとしつつ、性差別を恐れバイセクシャルであることを否定していたと主張している。
デュ・モーリエ、ローレンス双方の子供たちはこれらに関して強く異議を唱えている。友人で作家のマイケル・ソーントンはフォスターはデュ・モーリエはレズビアンではないと自身でとてもよくわかっており、芝居をしていたのだと知らないのだろうと主張した。「彼女の人生において永遠に愛し続けているのは、彼女の「秘密の家」であるメネビリーと父親であり、ガートルード・ローレンスでもエレン・ダブルデイでもない」。

## 死
1989年4月19日、81歳で数多くの書籍を貯蔵しているコーンウォールの自宅にて亡くなった。デュ・モーリエの遺志により、遺体は火葬され遺灰はキルマースにまかれた。

## 文化的影響
- 2008年6月、ハムステッドの家がブルー・プラークに認定されなかったとしてイングリッシュ・ヘリテッジが批判された。2011年、ヒース&ハムステッド・ソサエティによりハムステッドのウェル通りにあるキャノン・コテージにプラークが設置された[20]。
- 1996年8月、イギリスの切手の「ウーマン・オブ・アチーヴメント」として選定された5人の女性の1人に選ばれた。
- 2013年、孫のネッド・ブロウニングは「デュ・モーリエ・ウォッチ」として小説『レベッカ』の登場人物に合わせた紳士、婦人双方の腕時計をリリースした[21]。
- 1987年のニコス・ニコレイディス監督、プロデュース、脚本による映画『モーニング・パトロール（英語版）』において、デュ・モーリエの作品から引用された台詞が登場する。
- 2013年から放送されているテレビドラマ『ハンニバル』において製作者のブライアン・フラーがヒッチコック監督の映画『鳥』のファンであったことから原作者のデュ・モーリエから登場人物にベデリア・デュ・モーリア博士(ジリアン・アンダーソン)と名付けた[22]。

## 小説・短編

### フィクション
- 愛はすべての上に The Loving Spirit (1931)
- 青春は再び来たらず I'll Never Be Young Again (1932)
- ジュリアス　愛と野望の果て Julius (1933)
- 埋もれた青春 Jamaica Inn (1936)

ヒッチコック監督『巌窟の野獣』原作（旧訳は大久保康雄訳、邦題は「作品集」三笠書房）
「原野の館」務台夏子訳、東京創元社〈創元推理文庫〉、2021年（新訳）
- レベッカ Rebecca (1938)

大久保 康雄訳、 新潮文庫（上下）1971年、茅野美ど里訳、2008年（新訳）
- Come Wind, Come Weather (1940) (短編集)
- 情炎の海 Frenchman's Creek (1941)
- Hungry Hill (1943)
- 愛すればこそ The King's General (1946)
- "The Years Between" (1946) (戯曲)
- パラサイト The Parasites (1949)
- "September Tide" (1949) (戯曲)
- レイチェル My Cousin Rachel (1951)

務台夏子訳、創元推理文庫、2004年
- 林檎の木 The Apple Tree (1952) (短編集)

吉田健一 訳、ダヴィッド社 - 他に同訳で「真実の山」
- メアリ・アン その結婚 　メアリ・アン その復讐 Mary Anne (1954)

中村佐喜子訳、新潮社
- 美しき虚像 The Scapegoat (1957)

「スケープゴート」務台夏子訳、創元推理文庫、2025年
- Early Stories (1959) - 1927年から1930年に書かれた作品を集めた短編集[23]

「人形　デュ・モーリア傑作集」務台夏子訳、創元推理文庫、2017年
- 破局 The Breaking Point (1959) (短編集、別題： The Blue Lenses)

吉田誠一訳、早川書房〈異色作家短篇集〉2006年。
- Castle Dor (1961) (with Sir Alfred Quiller-Couch)[24]
- 鳥 The Birds and Other Stories (1963) (The Apple Treeの再出版バージョン)[25]

「鳥　デュ・モーリア傑作集」務台夏子訳、創元推理文庫、2000年
- 愛と死の紋章 The Flight of the Falcon (1965)
- わが幻覚の時 The House on the Strand (1969)
- 見てはいけない Not After Midnight (1971) (短編集、別題：Don't Look Now)[26]

「いま見てはいけない　デュ・モーリア傑作集」務台夏子訳、創元推理文庫、2017年
- 怒りの丘 Rule Britannia (1972)

### ノンフィクション
- Gerald (1934)
- The du Mauriers (1937)
- The Young George du Maurier (1951)
- The Infernal World of Branwell Brontë (1960)
- The Glass-Blowers (1963)
- Vanishing Cornwall (1967)
- Golden Lads (1975)
- The Winding Stairs (1976)
- Growing Pains - the Shaping of a Writer (1977)

(別題：Myself When Young - the Shaping of a Writer)
- Enchanted Cornwall (1989)

## その他
- デュ・モーリエが幼いとき、彼女が従兄弟と遊んでいる様子を見て、ジェームス・マシュー・バリーはピーター・パンを考えついたとされているが、ジェームス・マシュー・バリーの著書で最初にピーターパンが出てくるのが『小さな白い鳥』（1902年）で、その2年後に『小さいままの少年ピーターパン』が劇場公演され、1906年には『ケンジントン公園のピーターパン』が出版されており、ダフニ・デュ・モーリエが1907年生まれであることを考えると、この俗説には疑問符がつく。

## 参考資料
- Kelly, Richard (1987). Daphne du Maurier. Boston: Twayne. ISBN 0-8057-6931-5
- Obituary in The Independent April 21, 1989
- Dictionary of National Biography, Oxford University Press, London, 1887– : Du Maurier, Dame Daphne (1907–1989); Browning, Sir Frederick Arthur Montague (1896–1965); Frederick, Prince, Duke of York and Albany (1763-1827); Clarke, Mary Anne (1776?-1852).
- Du Maurier, Daphne, Mary Anne, Victor Gollancz Ltd, London, 1954.